# Vorsprung durch Technik
Vorsprung durch Technik (в МФА — [ˈfoːɐ̯ʃpʁʊŋ dʊɐ̯ç ˈtɛçnɪk], укр. поступ через технології) — слоган, який використовувався в рекламі німецької компанії Audi AG (Volkswagen Group) протягом 80-х — 90-х рр. ХХ століття. Вперше використаний в Німеччині у 1971 р.  Почав використовуватися за кордоном завдяки Джону Хегарті з компанії Bartle Bogle Hegarty, перед яким стояло завдання зробити бренд привабливим для британців. Він помітив ці слова під час своєї подорожі в Німеччину у 1982 році. В Сполученому Королівстві цей слоган подавався без перекладу, мовою оригіналу. З тих пір є впізнаваним в популярній культурі. Призначений викликати уявлення про безкомпромісну німецьку якість автомобілів компанії. Є зареєстрованою торговою маркою Audi. 

## Згадки в популярній культурі
- Пісня групи U2 Zooropa[3]